# Frodsham
Frodsham är en stad och en civil parish i Cheshire West and Chester i Cheshire i England. Orten har 9 077 invånare (2011). Staden nämndes i Domedagsboken (Domesday Book) år 1086, och kallades då Frotesham.